# Rockoff
Rockoff är en musikfestival av typen stadsfestival som har anordnats i Mariehamn varje sommar sedan 1997, med undantag 2020 då coronaviruset satte stopp. Arrangör är Mariepark Ab som ägs av Dennis Jansson. Till och med 2002 höll festivalen till på torget i Mariehamn. 2003 flyttade den till Mariepark. Sedan 2007 hålls festivalen åter på torget, med ett undantag 2009 då festivalen var tillbaka i Mariepark. 